# Ampullamonas repentes
Ampullamonas repentes, secondo una classificazione filogenetica (Skvortzov, 1969) è una specie del supergruppo Excavata appartenente alla famiglia Astasiaceae.

## Caratteristiche
Ampullamonas repentes vive esclusivamente in acqua dolce, ed è stata ritrovata in uno stagno a Charbin, in Manciuria, da Skvortzov nel 1969.
È un organismo probabilmente fagotrofico, ma vive allo stato libero.

## Classificazioni alternative
Una classificazione ormai obsoleta inserisce questo genere nella famiglia delle Astasiidae, sottordine Rhabdomonadina, ordine Natomonadida, sottoclasse Anisonemia, classe Peranemea, superclasse Spirocuta, infraphylum Dipilida, subphylum Euglenoida, phylum Euglenozoa, sottoregno Eozoa, Regno Protozoa, finché non si è scoperto che tali gruppi sono parafiletici.
Una classificazione ormai non più accettata inserisce tale specie nel sottordine Rhabdomonadina, famiglia Distigmidae, genere Distigma, incertae sedis del dominio degli Eukaryota.